# مركز شمال-جنوب
مركز شمال جنوب (م ش ج)، رسميا «المركزالأوربي للترابط والتضامن العالمي»، هو وكالة مستقلة سميت اتفاق جزئي لمجلس أوروبا، إنه المنضمة السياسية الأقدم للدول الأوربية.

## الدول الأعضاء
| الدول العضوة | تاريخ الانضمام |
| قبرص         | 16/11/1989     |
| لوكسمبورغ    | 16/11/1989     |
| مالطا        | 16/11/1989     |
| هولندا       | 16/11/1989     |
| النرويج      | 16/11/1989     |
| البرتغال     | 16/11/1989     |
| سان مارينو   | 16/11/1989     |
| إسبانيا      | 16/11/1989     |
| فنلندا       | 01/07/1990     |
| السويد       | 01/09/1990     |
| ليختنشتاين   | 01/01/1991     |
| سويسرا       | 22/03/1991     |
| اليونان      | 04/07/1995     |
| سلوفينيا     | 01/01/1997     |
| الفاتيكان    | 04/06/1998     |
| أيسلندا      | 01/01/2000     |
| أيرلندا      | 01/01/2000     |
| ألمانيا      | 01/10/2001     |
| الجبل الأسود | 01/03/2008     |
| إيطاليا      | 16/03/2009     |
| المغرب       | 01/07/2009     |
| ------------ | -------------- |

## تاريخ
لقد تم إنشاء المركز سنة 1954، وفي هذه السنة قامت الجمعية العامة للجمهورية البرتغالية باحتضان مؤتمر نضم من طرف الجمعية العامة لمجلس أوروبا حول موضوع «شمال-جنوب: دور أوروبا».
في بيان لشبونة تم الإعلان عن فكرة حملة عامة أوربية حول الترابط والتضامن بين الشمال والجنوب. في سنة 1988 هذه الحملة رأت النور بفضل ضغوط الجمعية البرلمانية لمجلس أوروبا والبرلمان الأوروبي. وانتهت بمؤتمر أوروبي للبرلمانيين وبعض المنظمات الغير حكومية (مدريد 1 إلى 3 يوليوز 1988) في ظلها تم الإعلان عن إعلان مدريد.
إعلان مدريد يضع أسس حوار ديناميكي بين الشمال والجنوب مبني على احترام الديموقراطية وكرامة الإنسان من أجل ضمان تنمية مستدامة عادلة ومتزنة لكل سكان الأرض.
اقترحت الحكومة البرتغالية على إثر ذلك إنشاء مركز أوربي للتضامن والترابط العالمي، هذا الاقتراح قوبل بدعم من الجمعية البرلمانية لمجلس أوروبا، هذا الأخير اعتمد توصية في هذا الشأن في يناير من سنة 1989.

## الأهداف
إن أهداف مركز شمال جنوب مزدوجة:
- إيجاد إطار للشراكة الأوربية من أجل تحسيس العامة بكل ما يتعلق الترابط العالمي.
- تعزيز سيسات التضامن التي تخضع لأهداف ومبادئ مجلس أوروبا، أي في مجال احترام حقوق الإنسان، والديموقراطية والتجانس الاجتماعي.

## البنية

### نظام الإدارة: البنية الرباعية
مركز شمال-جنوب فريد من نوعه في داخل مجلس أوروبا، هو منظمة حكومية دولية، تدار من قبل «رباعية» لفظ يدل على اجتماع أربعة شركاء من المؤسسات السياسية والمجتمع المدني:
- الحكومات
- البرلمانات
- السلطات المحلية
- المنضمات الغير حكومية

هذا يساعد على بناء الجسور وتآزر أفضل بين هذه الجهات الفاعلة في ما يخص النهج والرؤى والأولويات المختلفة.
جميع أعضاء «الرباعية» مشاركون في سير العمل داخل المركز، في إطار الهيئات المقررة: المجلس التنفيذي، والذي يجتمع مرتين في السنة، في الربيع وفي الخريف، يتكون من:
- 8 ممثلين للدول الأعضاء،
- 6 ممثلين عن منظمات غير حكومية،
- 4 ممثلين للسلطات المحلية والإقليمية
- 4 برلمانيون
- 3 شخصيات من الجنوب
- ممثلين الأمين العام لمجلس أوروبا
- ممثل المفوضية العامة لمجلس أوروبا
- رئيس (ة) المجلس التنفيذي.

### المجلس التنفيذي
يقرر المجلس التنفيذي ميزانية مركز شمال جنوب ويقيم نشاطات المركز، كما يراقب ترشيحات الدول الغير أوربية والتي تريد الانضمام إلى المركز. وتتم عملية الانضمام بعد ذلك باتفاق لجنة وزراء مجلس أوروبا. يرشح المجلس التنفيذي كل عامين المكتب الذي يتمركز فيه الرئيس وستة أعظاء.

### المكتب
يصاحب المكتب تطوير وتنفيذ البرامج. يهتم أيضا باجتماعات ا
لمجلس التنفيذي في شراكة موسعة مع أمانة مركز شمال-جنوب، والذي مديرها التنفيذي هو دينيس هيوبر.

## برامج

### تلقين الشباب مبادئ المواطنة العالمية
زيادة الوعي الرأي العام الاوربي حول التكافل وقضايا التضامن العالمي من خلال التعليم والشباب.
- البرنامج 1 : الاستراتيجيات وبناء القدرات من أجل توفير التعليم للمواطنة العالمية.
- البرنامج 2 : التدريب وبناء قدرات الشباب ومنظمات الشباب.

=== الحوار بين الثقافات ===زننمتنمتنمتوى ة نمتمنتنتنتنمتنزتنمتنمتوة وزت
ظنكمنكمن
زومنوة ننمتة نتة
ة ة نمننة وى نة
وومة و
تعزيز السياسات الرامية إلى التضامن بين الشمال والجنوب وفقا لأهداف ومبادئ مجلس أوروبا من خلال الحوار بين أوروبا ودول جنوب البحر الأبيض المتوسط وأفريقيا.
- البرنامج 3 : الحوار بين الثقافات.
- البرنامج 4 : الحوار حول حقوق الإنسان والحكم الديمقراطي والتنمية.
- البرنامج 5 : الهجرة والتنمية المشتركة.

خمسة برامج تعكس مفهوم متماسك ومتكامل في الاعتماد العالمي المتبادل، بالاعتراف بالتكامل بين الأبعاد المختلفة وتجاوز نهج واحد. سطران من برامج المركز تدعمها قطاعات البرمجة والإتصالات والإدارة.

## طرائق العمل
كاتفاق جزئي لمجلس أوروبا، يقدم المركز ميزة هي الانتماء إلى أقدم منظمة سياسية في أوروبا. مجلس أوروبا كثيرا ما يوصف بأنه الضامن للثقافة السياسية الأوروبية التعددية كالديمقراطية واحترام حقوق الإنسان. المركز تحت الإشراف الإداري للمديرية العامة للتربية والثقافة والتراث والشباب والرياضة. هذا الإشراف يعزز أبعاد «الحوار بين الثقافات» و«التعليم» و«الشباب» للمركز. (م ش ج) يوفر أداة فريدة لبناء القدرات التي توفر فرصة للشركاء لتحليل ومناقشة ومقارنة تجاربهم والسياسات من أجل تقاسم أفضل الممارسات، والتوصل إلى توافقات والتأثير على النقاش السياسي.
عمل المركز يرتكز على ثلاثة مبادئ هي: الحوار والشراكة والتضامن.تشكل الحكومات والبرلمانات والسلطات المحلية والمنظمات الإقليمية والمجتمع المدني، يشكلون الشركاء في «الرباعي» ويشاركون في أنشطة المركز. كما أنها ممثلة في الهيئات النظامية للمركز. هذا النهج يساعد على تقريب مختلف الجهات الفاعلة في الشمال والجنوب وخلق التعاون وتضافر الجهود البناءة.
يقوم (م ش ج) بإعداد دراسات وتنظيم مناقشات وأوراش ودورات تدريبية. انها بمثابة عامل حفاز من خلال تسهيل عقد اجتماعات بين الجهات الفاعلة من مختلف البلدان، والعمل على القضايا ذات الاهتمام المشترك وتعزيز التواصل بينها. خبرة المركز معترف بها ومستخدمة من قبل شركائها.
1. ↑  "انضمام المغرب لمركز شمال-جنوب للمجلس الأوروبي, يجسد إرادة الجانبين في ترسيخ التفاهم بين الشعوب (سفير)". مجمع وكالات أنباء دول اتحاد المغرب العربي للأنباء. 2009-07-01. اطلع عليه بتاريخ 2009-07-01. {{استشهاد بخبر}}: تحقق من التاريخ في: |تاريخ= (مساعدة)[وصلة مكسورة]

== جائزة شمال-جنوب ==
تسلم جائزة شمال جنوب سنويا منذ سنة 1995، لشخصيتين تميزا بالتزامهما المتعمق بحماية والدفاع عن حقوق الإنسان وكذى الديموقراطية ومن أجل تعزيز الشراكة والتضامن شمال-جنوب.